# Шуур, Дайан
Дайа́н Шуу́р (англ. Diane Schuur; род. 10 декабря 1953, Такома, Вашингтон) — американская джазовая певица и пианистка, лауреат двух премий «Грэмми». Сценический псевдоним — Deedles, также является названием её дебютного альбома. Дайан Шуур выступала на многих престижных музыкальных площадках, в том числе в Карнеги-холле и Белом доме, гастролировала с такими музыкантами, как Куинси Джонс, Диззи Гиллеспи, Би Би Кинг, Стэн Гетц, Мейнард Фергюсон, Рэй Чарльз, Стиви Уандер и многие другие. Как и у Уандера, в результате ретинопатии ещё в детском возрасте у Шуур развилась слепота на оба глаза.

## Биография
Дайан Шуур родилась 10 декабря 1953 года в городе Такома, детство провела в пригороде Оберн, штат Вашингтон, где её отец служил капитаном полиции. В возрасте двух с половиной лет Дайан уже нравилось исполнять свои любимые песни, выбивать ритм ложками и вилками, и родители поощряли творческие способности дочери. В девять лет Дайан активно принимала участие в детских концертах и вокальных конкурсах. Позднее она говорила, что «любила забиться в шкаф, чтобы побыть с собой наедине и попеть». Кумирами Дайан были Дина Вашингтон и Сара Вон, помимо этого она слушала записи Дюка Эллингтона, Эллы Фицджеральд и Тони Беннетта.
Первым серьёзным выступлением Дайан стал её концерт в зале Holiday Inn в Такоме в возрасте 10 лет, тогда она исполняла кантри-музыку. Обучаясь в Вашингтонской школе для слепых, Дайан стала писать песни и исполнять авторский материал. Прорыв произошёл, когда ей было 16 лет: саксофонист Стэн Гетц услышал песню «Amazing Grace» в исполнении Дайан и в 1979 году пригласил её на джазовый фестиваль в Монтерей. Это был не последний раз, когда Дайан пела в Монтерей: в 1988 и 1991 годах она также принимала участие в данном фестивале.
В 1982 году Гетц предложил Дайан вместе выступить в Белом доме, позднее в 1987 году Нэнси Рейган пригласила Шуур вновь посетить резиденцию американского президента, но уже в составе оркестра Каунта Бэйси. Сотрудничество Гетца и Дайан Шуур, однако, не прекращалось, и саксофонист аккомпанировал Шуур для её первых альбомов Deedles (1984), Schuur Thing (1985) и Timeless (1986).
Дебютный альбом Дайан Шуур Deedles («Deedles» было коротким вариантом прозвища «Deedlebabe», которое придумала мать Дайан). Во время тура по дальнему востоку, принимая участие в токийском фестивале, Шуур познакомилась с Би Би Кингом. Результатом сотрудничества с блюзменом стал альбом Heart to Heart, выпущенный в мае 1994 года и достигший первой строчки американских хит-парадов. 12 пластинок Дайан Шуур попадали в джазовые чарты Billboard, а первую премию «Грэмми» она получила в 1986 году за альбом Timeless. Вторая премия последовала на следующий год благодаря совместной записи с Бэйси Diane Schuur & the Count Basie Orchestra.
На протяжении 1990-х годов Шуур активно записывалась и выпустила 8 пластинок: In Tribute (1992), Love Songs (1993), Heart to Heart (1994), Love Walked In (1995), Blues for Schuur (1997), Music Is My Life (1999), Friends for Schuur (2000), и Swingin' for Schuur (2001). В 2003 году она выпустила Midnight — коллекцию трибьютов песен за авторством Барри Манилоу. Сам Манилоу, а также пианист Алан Бродбент и барабанщик Харви Мейсон приняли участие в записи.
Последним к 2011 году альбомом Шуур стал The Gathering — компиляция классических кантри-песен в джазовой обработке. В создании пластинки приняли участие Марк Нопфлер, Элисон Краусс, Винс Гилл и Ларри Карлтон.

## Личная жизнь
В 1996 году вышла замуж за бывшего аэрокосмического инженера Леса Крокетта. Брак закончился разводом.

## Дискография
Студийные альбомы
- Pilot of My Destiny (1982)
- Deedles (1984)
- Schuur Thing (1985)
- Timeless (1986)
- Talkin’ ‘Bout You (1988)
- Pure Schuur (1991)
- In Tribute (1992)
- Love Songs (1993)
- Heart to Heart (1994)
- Love Walked In (1996)
- Blues for Schuur (1997)
- Music Is My Life (1999)
- Friends for Schuur (2000)
- Swingin’ for Schuur (2001)
- Midnight (2003)
- Schuur Fire (2005)
- Some Other Time (2008)
- The Gathering (2011)
- I Remember You: Love to Stan and Frank (2014)
- Running on Faith (2020)

## Список наград и номинаций
Дайан Шуур является лауреатом двух премий «Грэмми», в общей сложности она была номинирована 5 раз с 1986 по 1993 год.
| 1987 | Лучшее женское джаз-исполнение     | Timeless                                   | Альбом | Победа    |
| 1988 | Лучшее женское джаз-исполнение     | Diane Schuur and the Count Basie Orchestra | Альбом | Победа    |
| 1990 | Лучшее женское джаз-исполнение     | «The Christmas Song»                       | Трек   | Номинация |
| 1992 | Лучшее традиционное поп-исполнение | Pure Schuur                                | Альбом | Номинация |
| 1994 | Лучшее традиционное поп-исполнение | Love Songs                                 | Альбом | Номинация |

[^] Ссылки ведут на статьи о церемониях вручения «Грэмми» за соответствующий год.